# (9828) Antimachos
(9828) Antimachos (1973 SS) – planetoida z grupy trojańczyków okrążająca Słońce w ciągu 11,75 lat w średniej odległości 5,17 j.a. Odkryta 19 września 1973 roku.